# Immidae
Immidae — семейство бабочек, единственное в составе надсемейства Immoidea.
Многие представители семейства ярко окрашены и летают преимущественно днём. Гусеницы живут и питаются на растениях рода Dicotyledons и хвойных рода Podocarpus. Включает в себя примерно 250 видов, больше половины которых приходится на род Imma.

## Роды
- Alampla
- Birthana
- Bryonympha
- Bursadella
- Imma
- Loxotrochis
- Moca
- Ptochaula
- Scaptesylomima
- Sthenistis